# Dokutainment
Dokutainment (Kofferwort aus Dokumentation und Entertainment) bezeichnet eine unterhaltsame Darbietung dokumentarischen Materials. 
Ähnlich dem Infotainment, aus dem sich der Begriff abgespalten hat, handelt es sich auch bei Dokutainment um eine Verbindung von Dokumentarischem und reiner Unterhaltung. Fakten und Hintergrundwissen werden für ein Massenpublikum spannend und unterhaltend aufbereitet, wobei die Qualität der Informationen und der Wahrheitsgehalt vernachlässigt werden. 
Sendeformate wie Dokutainment, Doku-Soaps, Reality-TV oder Scripted Reality stehen wegen der „Verwischung des Gegensatzes zwischen Fiktion und ‚Realität‘“ in der Kritik.
Prominente Beispiele für Dokutainment sind die Kinofilme von Michael Moore, aber auch dokumentatorische Kinofilme wie Rhythm Is It!. Beispiele im deutschsprachigen Fernsehen sind unterhaltsam aufbereitete Serien über Berufsgruppen wie etwa Zoopfleger, Tierärzte oder Polizisten (Auf Streife) nach dem Vorbild der amerikanischen Serie COPS. Häufig stehen Beruf und Familie im Mittelpunkt, sowohl im Alltag wie auch in Ausnahmesituationen. Von mehreren kritischen Autoren werden auch die Geschichtsdokumentationen von Guido Knopp darunter subsumiert.
Jährlich wurde von 2010 bis 2014 in der Sparte Dokutainment der Deutsche Fernsehpreis verliehen. Im Jahr 2014 ging er an die Sendung Shopping Queen. Seit 2016 wird die Sparte Factual Entertainment bezeichnet.